# Peleteria incongrua
Peleteria incongrua là một loài ruồi trong họ Tachinidae.